# Triathlon aux Jeux olympiques de la jeunesse de 2018
Navigation
Édition précédente Édition suivante
Les épreuves de triathlon aux jeux olympiques de la jeunesse de 2018 ont lieu à Buenos Aires en Argentine du 6 au 10 octobre 2018.

## Conditions de participation
Chaque Comité national olympique (CNO) peut inscrire un maximum de deux concurrents, un par sexe. En tant qu’hôte, l’Argentine a reçu le quota maximum et la Commission tripartite lui a attribué quatre dossard, deux  pour chaque sexe. Les 58 places sont attribués au travers d'épreuves de qualification comprenant cinq tournois de qualification continentaux.
Pour pouvoir participer aux Jeux olympiques de la jeunesse, les athlètes doivent être nés entre le 1er janvier 2001 et le 31 décembre 2002.

## Podiums
| Courses      | Or                                                                      | Argent                                                                      | Bronze                                                              |
| ------------ | ----------------------------------------------------------------------- | --------------------------------------------------------------------------- | ------------------------------------------------------------------- |
| Garçons      | Dylan McCullough                                                        | Alexandre Montez                                                            | Alessio Crociani                                                    |
| Filles       | Amber Schlebusch                                                        | Sif Bendix Madsen                                                           | Anja Weber                                                          |
| Relais mixte | Europe 1 Sif Bendix Madsen Alessio Crociani Anja Weber Alexandre Montez | Océanie 1 Charlotte Derbyshire Dylan McCullough Brea Roderick Joshua Ferris | Europe 3 Marie Horn Henry Graf Émilie Noyer Igor Bellido Mikhailova |

## Autres
Résultats ;
- Alexandre Montez : 2e en individuel et 1er par équipes (Europe 1)